# Nikkó Tóšógú
Nikkó Tóšógú (japonsky: 日光東照宮) je šintoistická svatyně ve městě Nikkó v prefektuře Točigi v Japonsku. Je zasvěcená slavnému šógunovi Tokugawovi Iejasuovi – prvnímu šógunovi z rodu Tokugawa.
Původní stavba z roku 1617 prošla rozsáhlou přestavbou a rozšířením za vlády třetího šóguna Tokugawy Iemicua Iejasova vnuka. Iemicu nařídil zahájit práce roku 1634. Následující dva roky 15 000 řemeslníků pracovalo na rozsáhlém díle, které mělo demonstrovat bohatství a moc rodu Tokugawa.

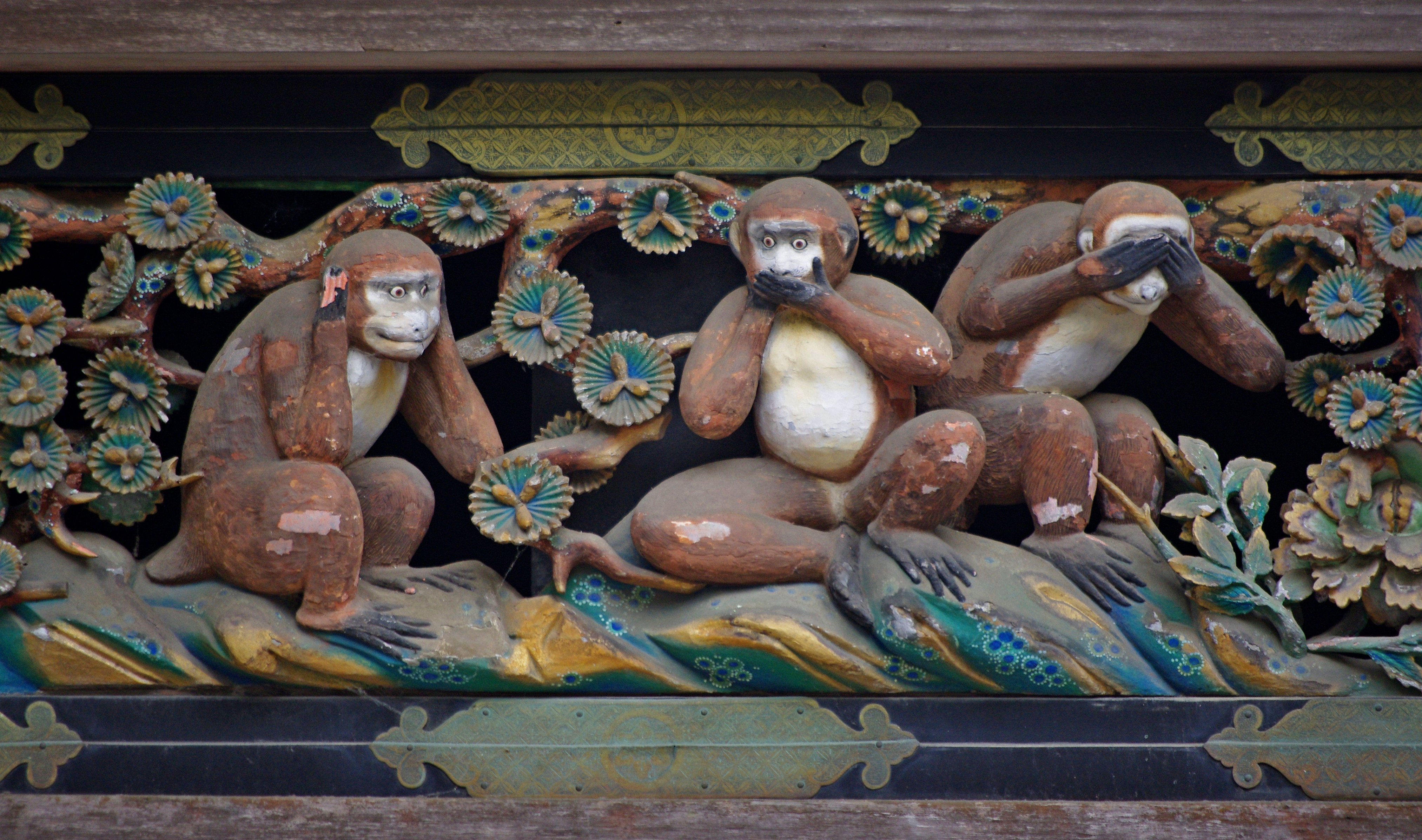
Tři opičky

Během období Edo se vydávala okázalá, slavnostní procesí z Eda do Nikkó Tóšógú. Každoroční jarní a podzimní festivaly připomínají tyto události a jsou známé jako procesí tisíce válečníků.
Pět staveb Tóšógú patří mezi japonské Národní poklady a tři další mezi Důležité kulturní památky. Navíc dva meče uložené ve svatyni jsou Národními poklady a množství dalších objektů je Důležitými kulturními památkami.
Mezi slavné stavby v Tóšógú patří Jómei-mon, brána také známá jako „Higuraši no mon“, což znamená brána, na kterou se můžete dívat až do západu slunce, a přesto vás to neomrzí. Celá brána je pokrytá dřevořezbami bohatě zdobenými pestrými barvami. Další bránou je Kara-mon pojmenovaná podle svých dřevořezeb v čínském stylu. Všechny dekorace jsou na ní vyvedeny v bílé barvě. V areálu je také Posvátná stáj z nezdobeného dřeva. Uvnitř stáje stojí dřevěný bílý kůň. Podle pověsti posvátnému koni sloužily opice. Tři z nich jsou vyřezané u vchodu do stáje. První má zakryté uši (neslyší zlo), druhá ústa (nemluví zlo) a třetí oči (nevidí zlo). Tyto tři opičky (三猿, sanzaru) jsou tradičním symbolem v čínské a japonské kultuře. K hrobu Tokugawy Iejasua se prochází další bránou, na které je vyřezaná slavná spící kočička nemurineko. Samotný hrob slavného šóguna je překvapivě prostý a jednoduchý.
Svatyně Tóšógú byla v roce 1999 zapsána na Seznam světového dědictví UNESCO společně se svatyní Futarasan a chrámem Rinnódži.

## Fotogalerie

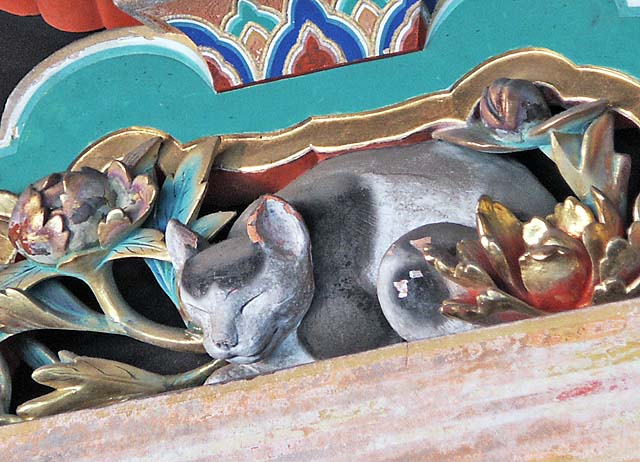
Spící kočička na jedné z bran v Tóšógú
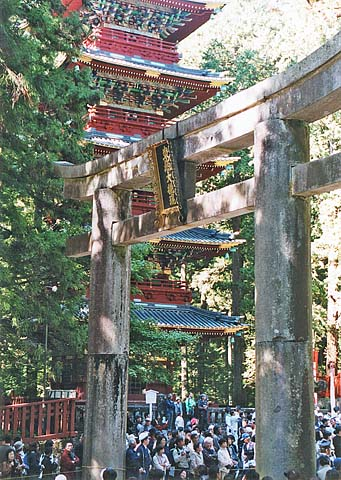
Brána torii a pagoda u vchodu do Tóšógú
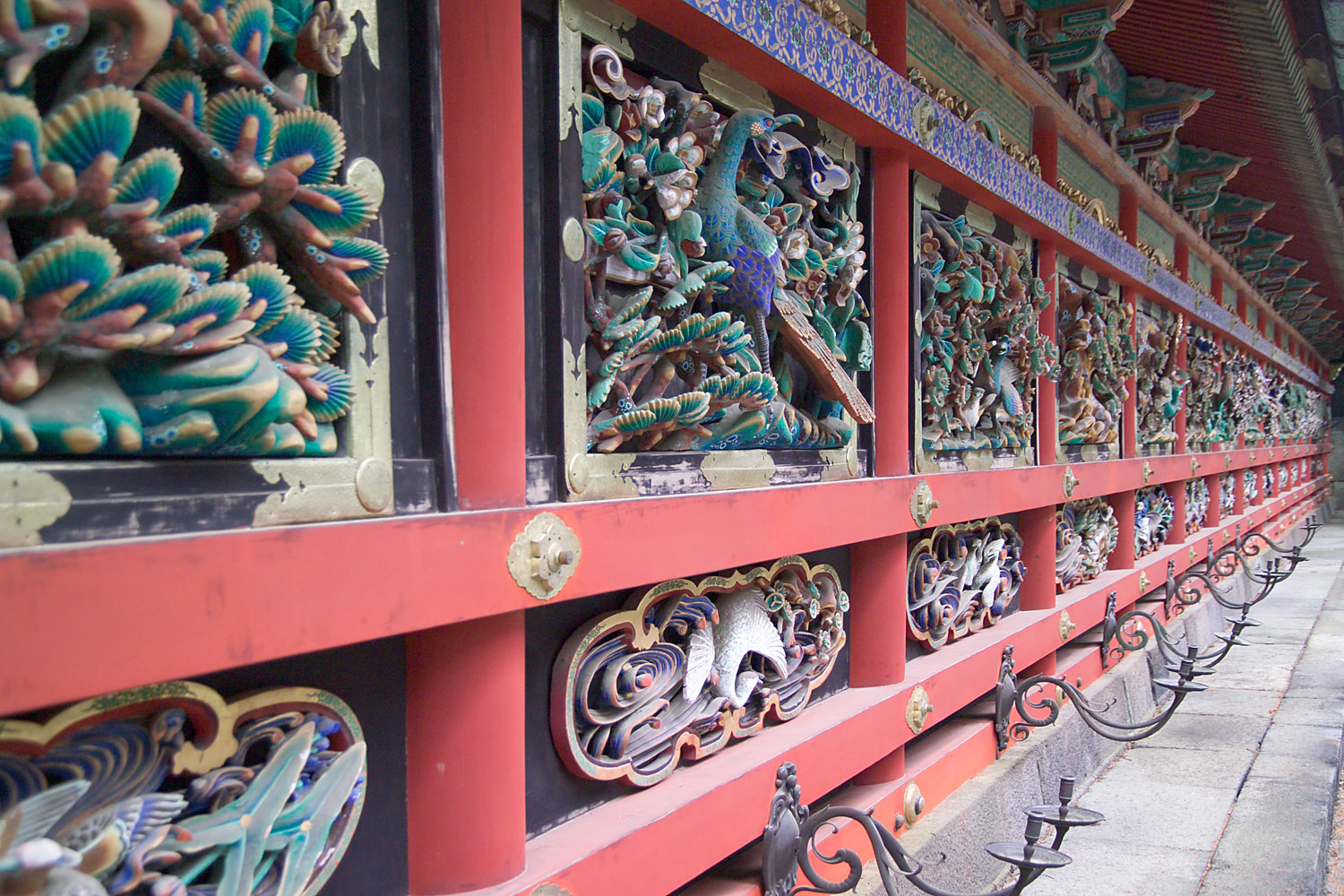
Bohatě dekorovaná Jómei-mon
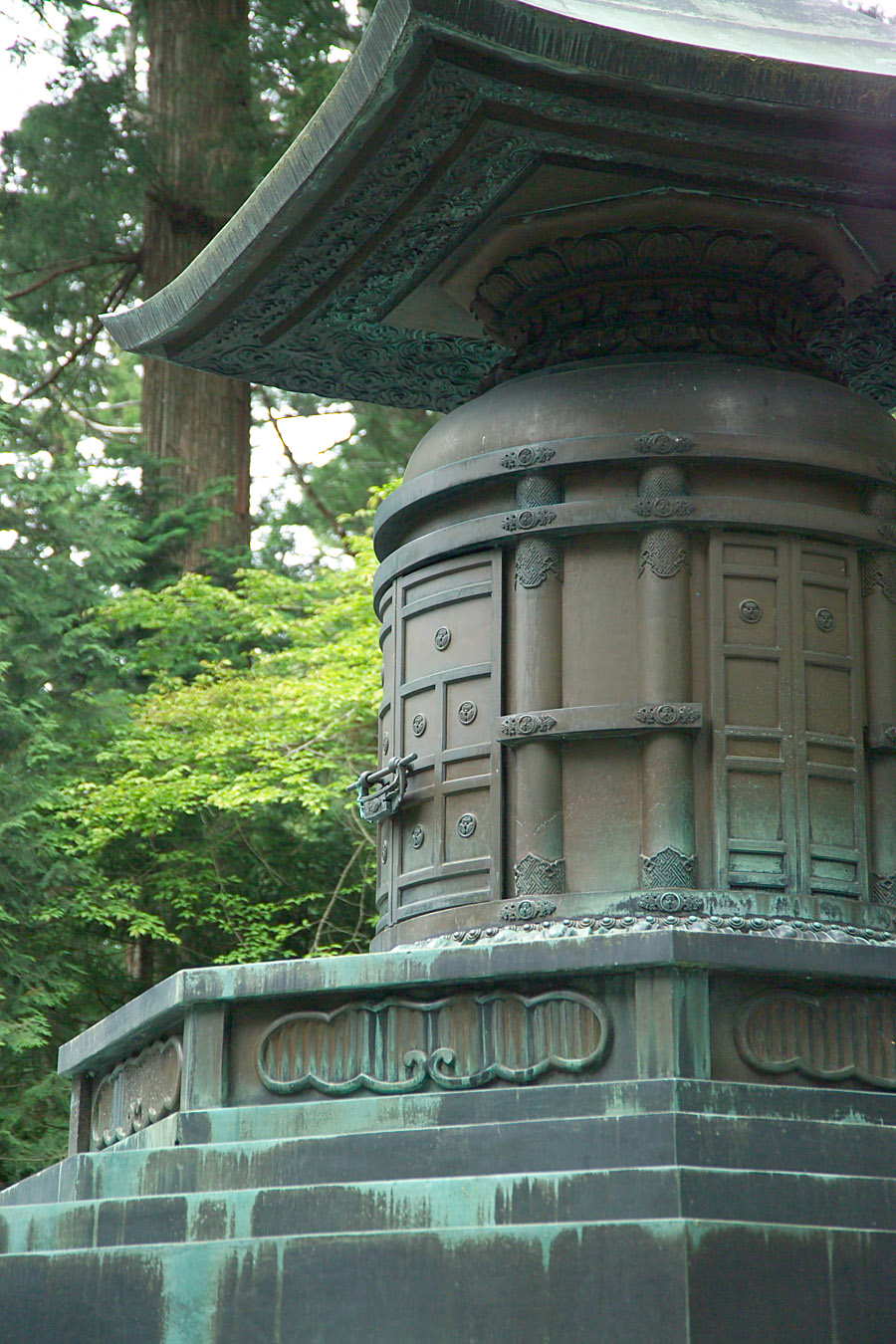
Urna s ostatky Tokugawa Iejasua
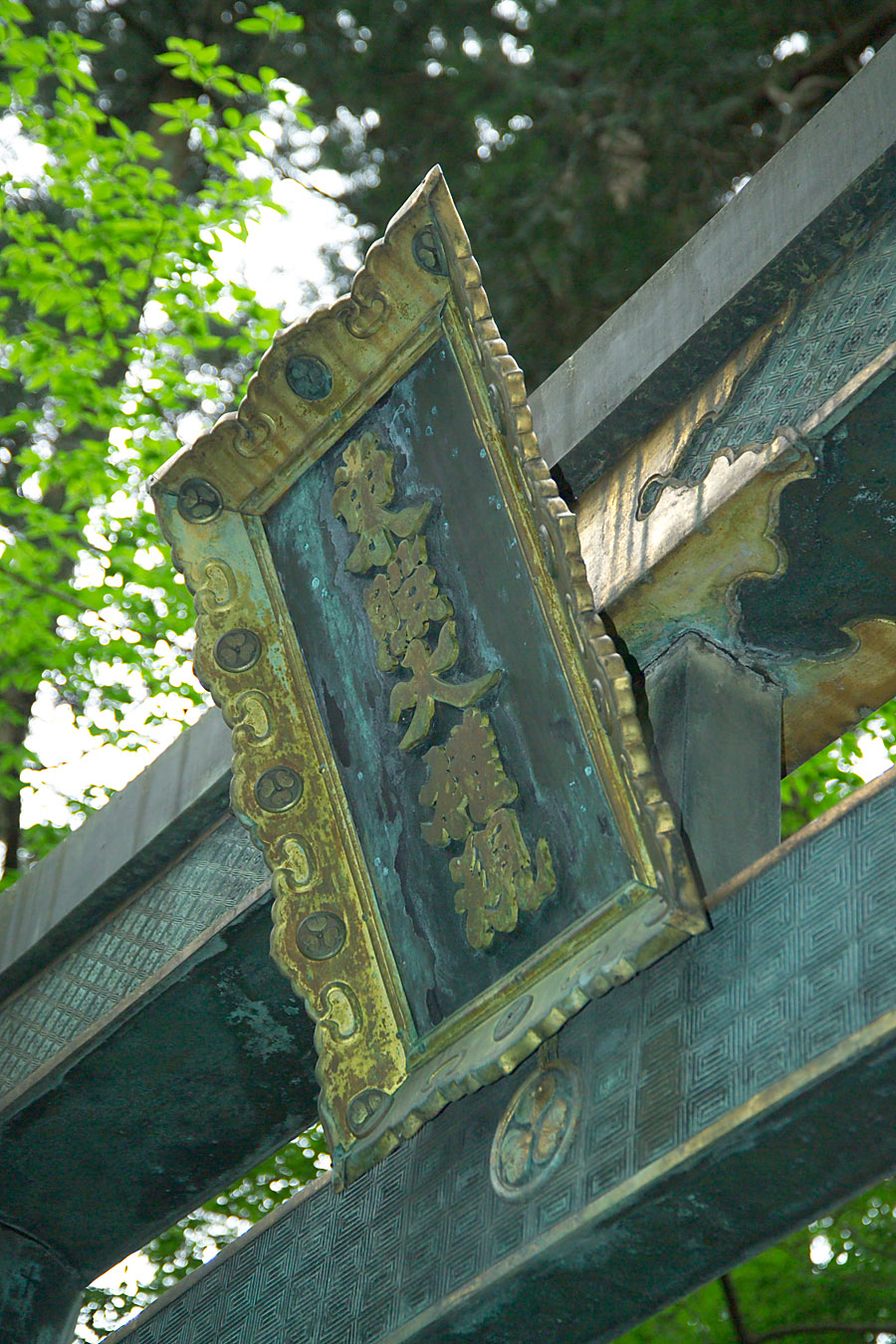
Tabulka Tóšó Dai-Gongen (東照大権現) na bráně torii. Je připisována císaři Go-Mizunóovi
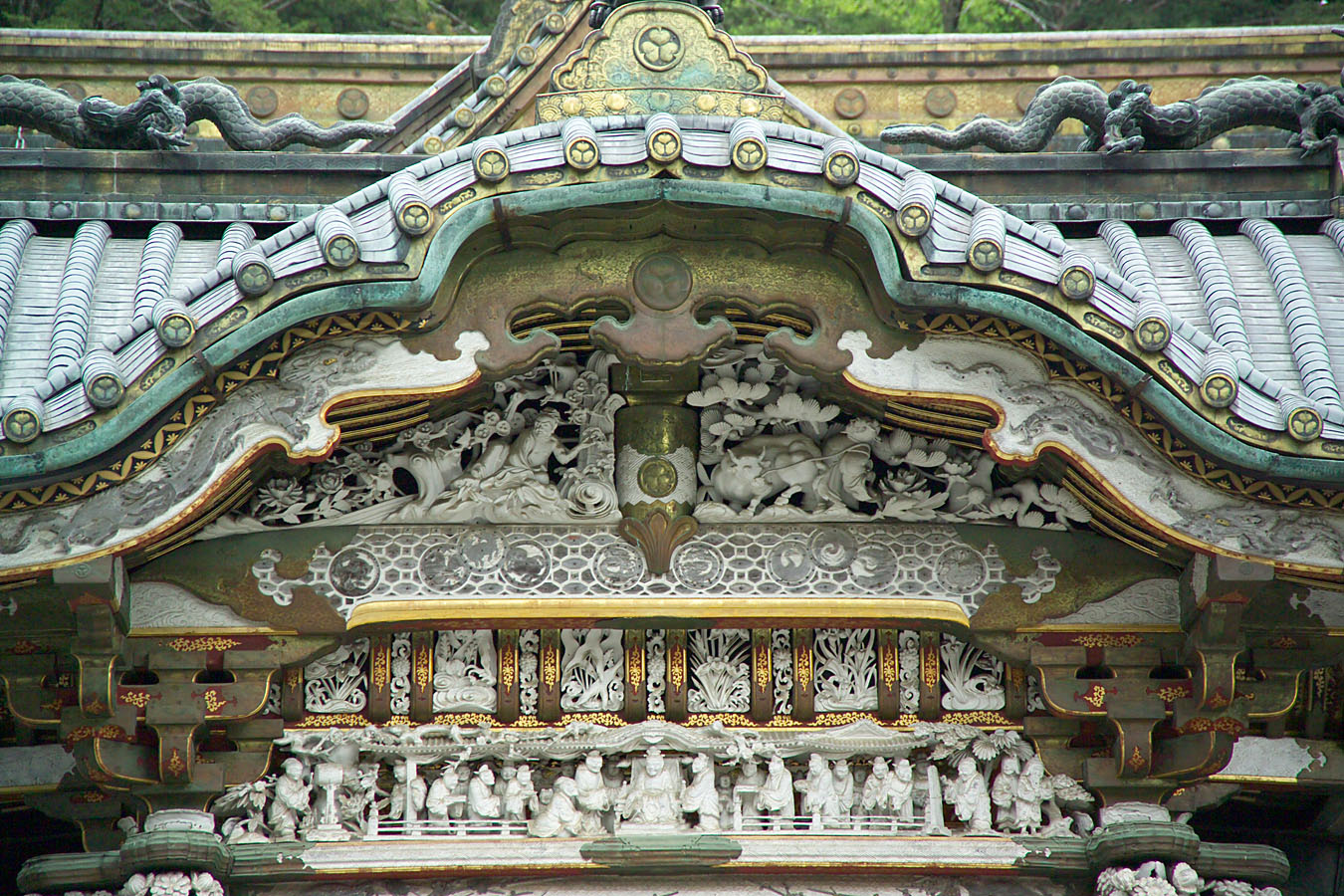
Vyřezávání na bráně Karamon („Čínská brána“)